# Taranda
Taranda (lit. Tarandė) − wieś na Litwie, w rejonie wileńskim, 1 km na południowy wschód od Awiżenii, zamieszkana przez 4 ludzi. Przed II wojną światową w Polsce, w powiecie wileńsko-trockim województwa wileńskiego.